# Kuolpoaivi
Kuolpoaivi är en kulle i Finland. Den ligger i Enontekis i landskapet Lappland, i den norra delen av landet, 900 km norr om huvudstaden Helsingfors. Toppen på Kuolpoaivi är 532 meter över havet, eller 72 meter över den omgivande terrängen. Bredden vid basen är 1,7 km.
Terrängen runt Kuolpoaivi är huvudsakligen platt. Trakten runt Kuolpoaivi är nära nog obefolkad, med mindre än två invånare per kvadratkilometer. Det finns inga samhällen i närheten. Omgivningarna runt Kuolpoaivi är i huvudsak ett öppet busklandskap.